# TVP Olsztyn
TVP Olsztyn ist eine regionale Niederlassung der Telewizja Polska für die Woiwodschaft Ermland-Masuren, die an alle Programmen der TVP regionale Beiträge liefert. Sie hat ihren Sitz in Olsztyn in der ul. Radiowa 24A und zwei Regionalstudios in Elbląg und Ełk.

## FensterprogrammTVP3 Olsztyn
TVP3 Olsztyn ist das regionale Fensterprogramm, das auf TVP3 ausgestrahlt wird. Bis zum 31. August 2013 wurden die Regionalfenster der 16 regionalen Sender auf TVP Info ausgestrahlt. Seit dem 1. September werden diese 18 Stunden lang auf dem Sender TVP3 ausgestrahlt.
Über aktuelle Ereignisse in der Region berichtet die Hauptnachrichtensendung Informacje (dt. Informationen).

Logo bis zum 31. August 2013
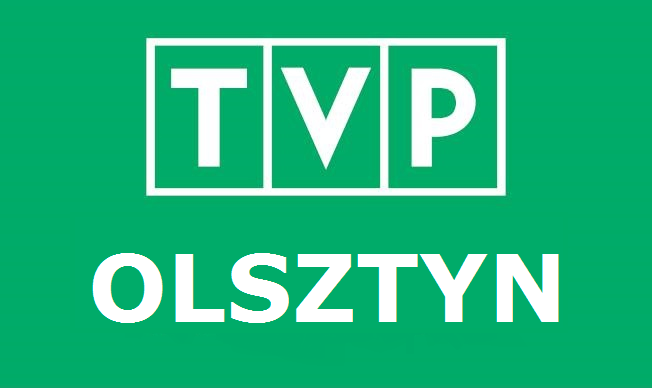
Logo bis 1. September 2013
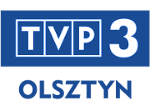
Seit 2016

## Weblink
- Offizielle Seite (polnisch)